# Антоніо Аріас (футболіст)
Антоніо Аріас Мухіка (ісп. Antonio Arias Mujica; нар. 9 жовтня 1944, Сантьяго) — чилійський футболіст. Один з найкращих лівих захисників в історії чилійського футболу.
Виступав, зокрема, за клуби «Депортес Магальянес» та «Уніон Еспаньйола», а також національну збірну Чилі.

## Клубна кар'єра
У дорослому футболі дебютував 1965 року виступами за команду «Депортес Магальянес», в якій провів чотири сезони.
1969 року перейшов до клубу «Уніон Еспаньйола», за який відіграв 11 сезонів. Більшість часу, проведеного у складі «Уніон Еспаньйола», був основним гравцем захисту команди. З клубом він тричі вигравав чемпіонат Чилі в 1973, 1975 і 1977 роках і дійшов до фіналу Кубка Лібертадорес 1975 року, де «Уніон Еспаньйола» програла аргентинському «Індепендьєнте». Завершив професійну кар'єру футболіста виступами за команду «Уніон Еспаньйола» у 1979 році.

## Виступи за збірну
18 серпня 1968 року дебютував в офіційних матчах у складі національної збірної Чилі в грі Тихоокеанського кубка проти Перу (2:1).
У складі збірної був учасником чемпіонату світу 1974 року у ФРН, де зіграв у всіх трьох матчах проти Західної Німеччини, Східної Німеччини та Австралії, але команда не здобула жодної перемоги і не подолала груповий етап.
Свій останній виступ за збірну Аріас провів у товариському матчі проти збірної Парагваю 2 лютого 1977 року, той матч чилійці програли з рахунком 0:2. Загалом протягом кар'єри у національній команді, яка тривала 9 років, провів у її формі 30 матчів.

## Досягнення

### Командний
Збірна Чилі
- Володар Тихоокеанського кубка: 1968
- Володар Кубка Хуана Пінто Дурана: 1971
- Володар Кубка Карлоса Діттборна: 1973

«Уніон Еспаньйола»
- Чемпіон Чилі (3): 1973, 1975, 1977
- Срібний призер чемпіонату Чилі (3): 1970, 1972, 1976
- Бронзовий призер чемпіонату Чилі: 1971
- Фіналіст Кубка Лібертадорес: 1975